# Острови Таранцева
Острови Тара́нцева (рос. Острова Таранцева) — група невеликих островів у затоці Петра Великого Японського моря. Знаходиться за 390 м на південь від мису Таранцева при вході до бухти Вітязь. Адміністративно належить до Хасанського району Приморського краю Росії.

## Географія
Острови утворені з двох великих пласких, але височинних острова, однієї великої скеля та декількох кекурів по-менше. Острови тягнуться на південний захід від мису приблизно на 450 м. Більші острови, так як їхні вершини пласкі, мають ґрунт, тому зарості чагарниками та травою. На меншому пласкому острові встановлено радіомаяк, який допомагає проходженню кораблів до бухти.